# Subespaço (Star Trek)

Visualização de um Campo de Dobra — a nave permanece dentro de uma bolha de espaço normal.

No universo ficcional de Star Trek, subespaço é uma característica do espaço-tempo que permite trânsito mais rápido que a luz, na forma de viagens interestelares ou de transmissão de informações. No subespaço, predominam leis físicas diferentes das do espaço normal.
Na maioria das séries de Jornada nas Estrelas, comunicações subespaciais são um meio para estabelecer contato quase instantâneo entre pessoas e lugares que estão a anos-luz de distância. A física de Jornada nas Estrelas descreve velocidade infinita (expresso como Warp 10) como uma impossibilidade. Dessa forma, mesmo as comunicações subespaciais, que supostamente viajam a velocidades superiores a 9,9 Warp, podem levar horas ou semanas para chegar a certos destinos. Porém, como os sinais subespaciais não se degradam com o quadrado da distância como acontece com outros métodos de comunicação que utilizam bandas convencionais do espectro eletromagnético (ondas de rádio, por exemplo), os sinais enviados a partir de uma grande distância (e até superior a 70 mil anos-luz) podem ser esperados para chegar ao seu destino em um tempo previsível e com degradação relativa pequena (a menos que haja alguma interferência subespaço aleatória ou anomalias espaciais).
Em Star Trek: The Next Generation, episódio "Schisms", formas de vida que residem em níveis profundos de subespaço são descobertos. O Engenheiro Chefe Geordi La Forge descreve o subespaço como sendo "igual a uma colméia gigante com um número infinito de células."

## References
1. ↑  «StarTrek.com Official StarTrek Website, Subspace Radio Article». Consultado em 7 de setembro de 2010